# 罗伯特·约翰松
罗伯特·约翰松（挪威語：Robert Johansson，1990年3月23日—）生于奥普兰郡利勒哈默尔，是一名挪威男子跳台滑雪运动员。罗伯特·约翰松在五岁时跟随父亲开始练习跳台滑雪。他于2013年在芬兰库萨莫完成了个人的世界杯分站赛首秀。

## 家庭
罗伯特的姐姐琳达同样也是跳台滑雪选手。

## 轶事
罗伯特·约翰松最大的特点为其独特的翘八字胡，他的胡子在2018年平昌冬奥期间成为媒体焦点。